# Quadrangle de Guinevere Planitia
Le quadrangle de Guinevere Planitia (littéralement :  quadrangle de la plaine de Guenièvre), aussi identifié par le code USGS V-30, est une région cartographique en quadrangle sur Vénus. Elle est définie par des latitudes comprises entre 0° et 25° N et des longitudes comprises entre 300° et 330° E,. Il tire son nom de la plaine de Guenièvre.

## Coronæ
- Hulda Corona
- Madderakka Corona
- Poloznitsa Corona